# Département Assoungha
Das Département Assoungha (arabisch مقاطعة أسونغا) ist eines von drei Départements in der Provinz Wadai im Osten des Tschad. Die Hauptstadt des Départements ist Adré. Das Département liegt im östlichen Teil der Provinz direkt an der Grenze zum Sudan. Aus diesem Grund existieren auf dem Gebiet zahlreiche Flüchtlingslager für vom Darfur-Konflikt Betroffene. Beim Zensus im Jahr 2009 wurden 283.315 Einwohner gezählt. Das Département ist nach dem Wadi Assoungha, einem periodischen Fluss aus dem Einzugsgebiet des Bahr Aouk, benannt.

## Verwaltungsuntergliederung
Das Département ist in sechs Unterpräfekturen unterteilt:
- Adré
- Borota
- Hadjer Hadid
- Mabrone
- Molou
- Tourane